# Sadok (postać biblijna)
Sadok (hebr. Tzadok צדוק, "prawy") – kapłan izraelski, pochodzący z rodu Eleazara, syna Aarona. Pomógł Dawidowi podczas jego konfliktu z synem Absalomem. Dążył do wyniesienia Salomona na tron królewski. Po zbudowaniu przez Salomona świątyni został jej pierwszym kapłanem.
Od Sadoka pochodzi frakcja saduceuszy.